# Guglielmo di Urach
Guglielmo di Urach (nome completo Friedrich Wilhelm Alexander Ferdinand Graf von Württemberg; Stoccarda, 6 luglio 1810 – Castello di Lichtenstein, 17 luglio 1869) fu il primo duca di Urach e padre del re di Lituania e secondo duca di Urach Mindaugas II.

## Biografia

### Infanzia

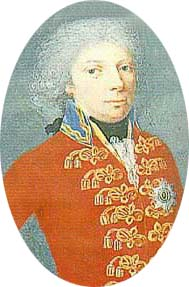
Il duca Guglielmo Federico di Württemberg

Suo padre era il duca Guglielmo Federico di Württemberg (1761-1830), figlio del duca Federico II Eugenio di Württemberg e della duchessa Federica Dorotea di Brandeburgo-Schwedt; sua madre era la baronessa Wilhelmine von Tunderfeldt-Rhodis (1777-1822). I genitori di Guglielmo avevano contratto un matrimonio morganatico.

### Carriera militare

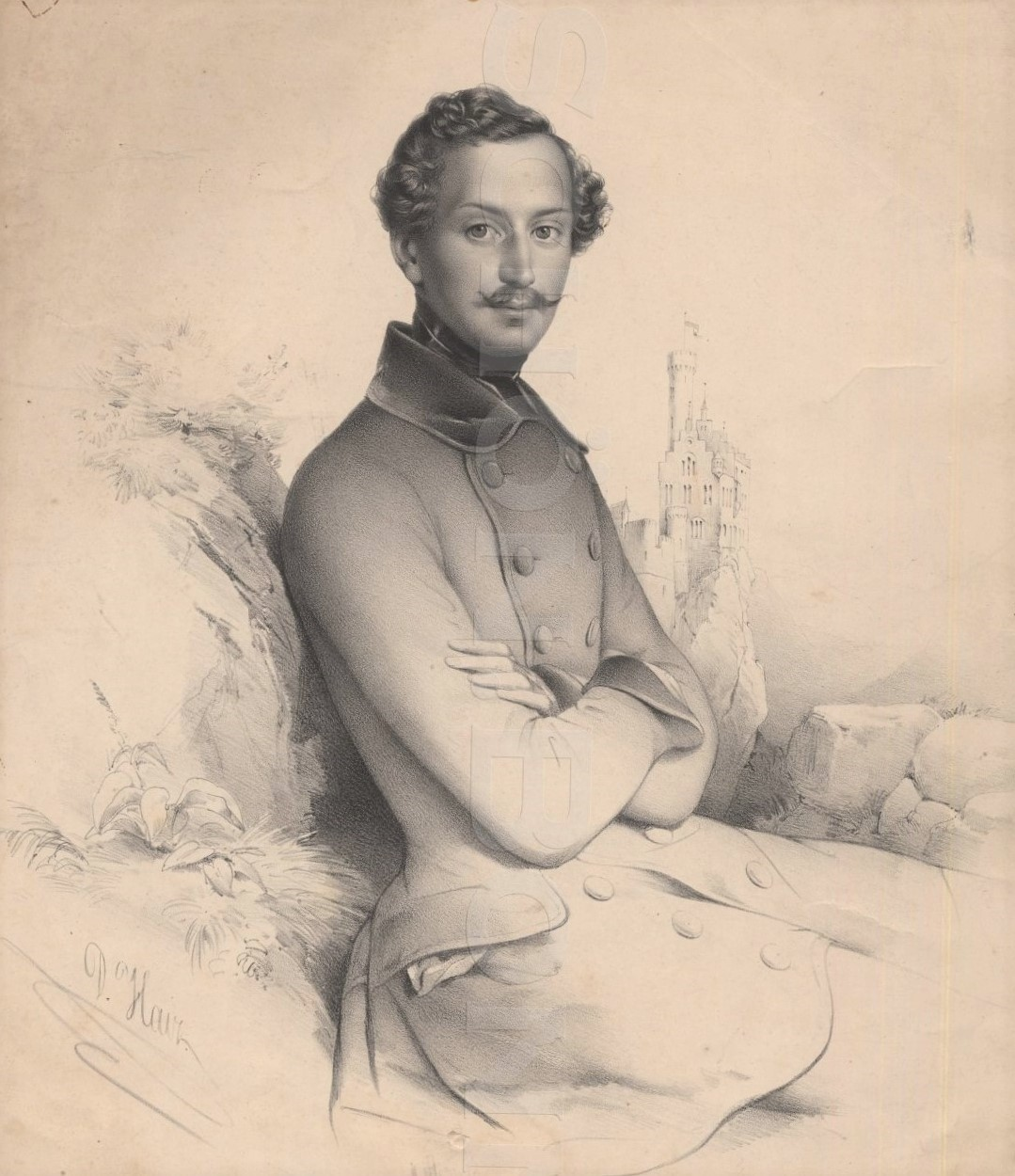
Guglielmo del Württemberg in una litografia del XIX secolo

Svolse la propria carriera di ufficiale di cavalleria nell'esercito del Regno di Württemberg e sviluppò alcuni cannoni, alcuni dei quali ancora visibili nel Castello di Lichtenstein, che fece restaurare e ricostruire negli anni Quaranta del XIX secolo.

### Primo matrimonio

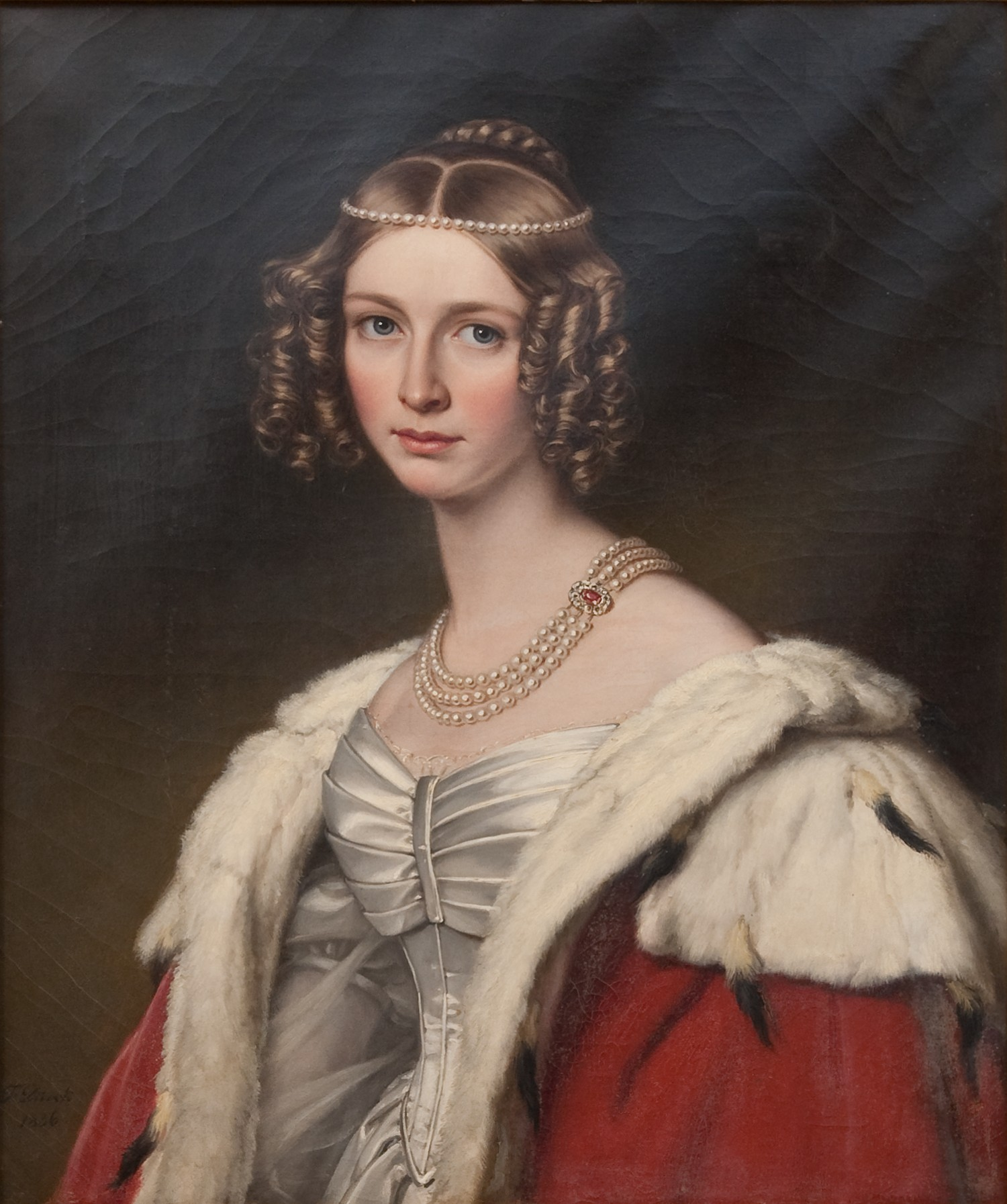
Teodolinda di Leuchtenberg ritratta da Friedrich Dürck nel 1836

Il 16 gennaio 1841 a Monaco di Baviera Guglielmo sposò la principessa Teodolinda di Leuchtenberg,  (1814-1857), figlia di Eugenio di Beauharnais, Duca di Leuchtenberg e della principessa Augusta di Baviera; per sposarla si dovette convertire al cattolicesimo.

### Secondo matrimonio

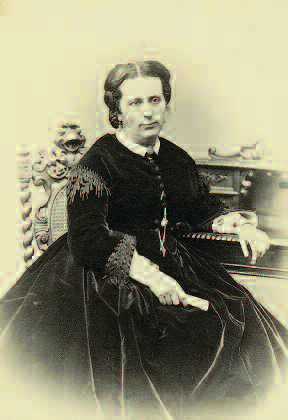
Florestina Gabriella Antonietta Grimaldi, principessa di Monaco nel 1865 circa

Il 16 gennaio 1863 o, il 15 febbraio 1863, nel Principato di Monaco sposò Florestina Gabriella Antonietta Grimaldi, principessa di Monaco (Fontenay, 22 ottobre 1833 - Stoccarda, 24 aprile 1897), figlia del principe Florestano I di Monaco e della principessa Maria Carolina Gibert de Lametz.
Inaspettato effetto di questo matrimonio fu la Crisi per la successione di Monaco del 1918.

### Ultimi anni e morte

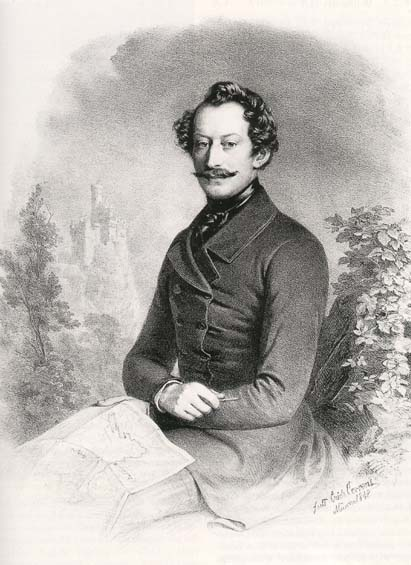
Una stampa d'epoca del Duca di Urach

Fu creato Duca di Urach il 28 marzo 1867, con il trattamento di Altezza Serenissima.
Il Duca morì il 17 luglio 1869 nel Castello di Lichtenstein.

## Discendenza
Guglielmo e Teodolinda di Leuchtenberg, sua prima moglie, ebbero::
- Augusta (Stoccarda, 27 dicembre 1842-Innsbruck, 11 marzo 1916), che sposò conte Rudolf von Enzenberg zum Freyen und Jochelsthurn (1835-1874) e poi il conte Franz von Thun und Hohenstein (1826-1888);
- Maria (Bad Urach, 10 ottobre 1844-Monaco 13 gennaio 1864);
- Eugenia, principessa di Urach, (Stoccarda, 13 settembre 1848-Stoccarda, 26 novembre 1867);
- Matilde (Stoccarda, 14 gennaio 1854-Bad Möders, 13 luglio 1907) sposò Paolo Altieri, VIII principe di Oriolo.

Dalla seconda unione con Florestina di Monaco nacquero due figli:
- Guglielmo Carlo, secondo duca di Urach (Monaco, 3 marzo 1864-Rapallo, 24 marzo 1928), per un periodo re Mindaugas II di Lituania;
- Carlo (Ulma, 15 febbraio 1865 - Stoccarda, 5 dicembre 1925).

## Ascendenza
|                                            |                                               |                                               | Genitori                                     |  |  | Nonni |  |  | Bisnonni                             |  |  | Trisnonni                                   |  |
|                                            |                                               |                                               |                                              |  |  |       |  |  | 8. Carlo I Alessandro di Württemberg |  |  | 16. Federico Carlo di Württemberg-Winnental |  |
|                                            |                                               |                                               |                                              |  |  |       |  |  | 8. Carlo I Alessandro di Württemberg |  |  | 16. Federico Carlo di Württemberg-Winnental |  |
|                                            |                                               | 17. Eleonora Giuliana di Brandeburgo-Ansbach  |                                              |  |  |       |  |  | 8. Carlo I Alessandro di Württemberg |  |  |                                             |  |
| 4. Federico II Eugenio di Württemberg      |                                               |                                               |                                              |  |  |       |  |  | 8. Carlo I Alessandro di Württemberg |  |  |                                             |  |
|                                            |                                               | 9. Maria Augusta di Thurn und Taxis           | 18. Anselmo Francesco di Thurn und Taxis     |  |  |       |  |  |                                      |  |  |                                             |  |
|                                            |                                               | 9. Maria Augusta di Thurn und Taxis           | 18. Anselmo Francesco di Thurn und Taxis     |  |  |       |  |  |                                      |  |  |                                             |  |
|                                            |                                               | 9. Maria Augusta di Thurn und Taxis           | 19. Maria Ludovica Anna di Lobkowicz         |  |  |       |  |  |                                      |  |  |                                             |  |
| 2. Guglielmo Federico di Württemberg       |                                               | 9. Maria Augusta di Thurn und Taxis           |                                              |  |  |       |  |  |                                      |  |  |                                             |  |
|                                            |                                               | 10. Federico Guglielmo di Brandeburgo-Schwedt | 20. Filippo Guglielmo di Brandeburgo-Schwedt |  |  |       |  |  |                                      |  |  |                                             |  |
|                                            |                                               | 10. Federico Guglielmo di Brandeburgo-Schwedt | 20. Filippo Guglielmo di Brandeburgo-Schwedt |  |  |       |  |  |                                      |  |  |                                             |  |
|                                            |                                               | 10. Federico Guglielmo di Brandeburgo-Schwedt | 21. Giovanna Carlotta di Anhalt-Dessau       |  |  |       |  |  |                                      |  |  |                                             |  |
| 5. Federica Dorotea di Brandeburgo-Schwedt |                                               | 10. Federico Guglielmo di Brandeburgo-Schwedt |                                              |  |  |       |  |  |                                      |  |  |                                             |  |
|                                            |                                               | 11. Sofia Dorotea di Prussia                  | 22. Federico Guglielmo I di Prussia          |  |  |       |  |  |                                      |  |  |                                             |  |
|                                            |                                               | 11. Sofia Dorotea di Prussia                  | 22. Federico Guglielmo I di Prussia          |  |  |       |  |  |                                      |  |  |                                             |  |
|                                            |                                               | 11. Sofia Dorotea di Prussia                  | 23. Sofia Dorotea di Hannover                |  |  |       |  |  |                                      |  |  |                                             |  |
| 1. Guglielmo di Urach                      |                                               | 11. Sofia Dorotea di Prussia                  |                                              |  |  |       |  |  |                                      |  |  |                                             |  |
|                                            | 12. Giovanni Cristoforo di Tunderfeldt-Rhodis | 24. Gustavo Giovanni di Tunderfeldt-Rhodis    |                                              |  |  |       |  |  |                                      |  |  |                                             |  |
|                                            | 12. Giovanni Cristoforo di Tunderfeldt-Rhodis | 24. Gustavo Giovanni di Tunderfeldt-Rhodis    |                                              |  |  |       |  |  |                                      |  |  |                                             |  |
|                                            | 12. Giovanni Cristoforo di Tunderfeldt-Rhodis | 25. Lucia Sofia di Tunderfelt                 |                                              |  |  |       |  |  |                                      |  |  |                                             |  |
| 6. Carlo Augusto di Tunderfeldt-Rhodis     | 12. Giovanni Cristoforo di Tunderfeldt-Rhodis |                                               |                                              |  |  |       |  |  |                                      |  |  |                                             |  |
|                                            |                                               | 13. Emeranzia di Hohendorff                   | 26. Giorgio di Hohendorff                    |  |  |       |  |  |                                      |  |  |                                             |  |
|                                            |                                               | 13. Emeranzia di Hohendorff                   | 26. Giorgio di Hohendorff                    |  |  |       |  |  |                                      |  |  |                                             |  |
|                                            |                                               | 13. Emeranzia di Hohendorff                   | 27. Anna Henriette Barner                    |  |  |       |  |  |                                      |  |  |                                             |  |
| 3. Guglielmina di Tunderfeldt-Rhodis       |                                               | 13. Emeranzia di Hohendorff                   |                                              |  |  |       |  |  |                                      |  |  |                                             |  |
|                                            |                                               | 14. Carlo di Schilling-Canstatt               | 28. Ludovico Federico di Schilling-Canstatt  |  |  |       |  |  |                                      |  |  |                                             |  |
|                                            |                                               | 14. Carlo di Schilling-Canstatt               | 28. Ludovico Federico di Schilling-Canstatt  |  |  |       |  |  |                                      |  |  |                                             |  |
|                                            |                                               | 14. Carlo di Schilling-Canstatt               | 29. Eva Maria di Tegernau                    |  |  |       |  |  |                                      |  |  |                                             |  |
| 7. Teresa di Schilling-Canstatt            |                                               | 14. Carlo di Schilling-Canstatt               |                                              |  |  |       |  |  |                                      |  |  |                                             |  |
|                                            |                                               | 15. Regina di Bernerdin-Pernthurn             | 30. Federico di Bernerdin-Pernthurn          |  |  |       |  |  |                                      |  |  |                                             |  |
|                                            |                                               | 15. Regina di Bernerdin-Pernthurn             | 30. Federico di Bernerdin-Pernthurn          |  |  |       |  |  |                                      |  |  |                                             |  |
|                                            |                                               | 15. Regina di Bernerdin-Pernthurn             | 31. Maria di Grunthal                        |  |  |       |  |  |                                      |  |  |                                             |  |
|                                            |                                               | 15. Regina di Bernerdin-Pernthurn             |                                              |  |  |       |  |  |                                      |  |  |                                             |  |